# Северо-Западный фронт (Советско-финская война)
Се́веро-За́падный фронт — формирование (оперативное объединение) Красной армии (РККА), в годы Советско-финской войны (образован 7 января 1940 года на базе войск Ленинградского военного округа).
7 января 1940 года по предложению Генерального штаба (начальник штаба Маршал Советского Союза Б. М. Шапошников) был создан на карельском перешейке для прорыва «линии Маннергейма» Северо-Западный фронт, состоявший из Управления Северо-Западного фронта и войск фронта.
Командование войсками фронта Главный совет Красной Армии возложил на командарма 1-го ранга С. К. Тимошенко. Членом военного совета фронта был назначен 1-й секретарь Ленинградского обкома и горкома ВКП(б) А. А. Жданов, а начальником штаба — командарм 2-го ранга И. В. Смородинов.
Управление Северо-Западного фронта находилось в составе Действующей Армии с 7.01.1940 по 13.03.1940.
В созданный фронт вошли 7-я армия (пять стрелковых корпусов) под командованием К. А. Мерецкова и 13-я армия комкора, в последующем командарма 2-го ранга В. Д. Грендаля (три стрелковых корпуса). Войска Северо-Западного фронта действовали против финских войск на Карельском перешейке.
Приказом наркома обороны СССР № 00013 от 26 марта 1940 года управление Северо-Западного фронта было расформировано, его войска передавались в Ленинградский военный округ.

## Состав фронта
Источник сведений: 
- 7-я армия. В составе Действующей Армии до 13.03.1940.
- 13-я армия. В составе Действующей Армии до 13.03.1940.
- 8-я армия. В составе Действующей Армии до 13.03.1940.
- 9-я армия. В составе Действующей Армии до 13.03.1940.
- 14-я армия. В составе Действующей Армии до 13.03.1940.
- 15-я армия. В составе Действующей Армии с 12.02.1940 до 13.03.1940.